# Ejido de Rafael Delgado
Ejido de Rafael Delgado är en ort i Mexiko.   Den ligger i kommunen Rafael Delgado och delstaten Veracruz, i den sydöstra delen av landet, 230 km öster om huvudstaden Mexico City. Ejido de Rafael Delgado ligger 1 172 meter över havet och antalet invånare är 428.
Terrängen runt Ejido de Rafael Delgado är kuperad åt nordost, men åt sydväst är den bergig. Runt Ejido de Rafael Delgado är det ganska tätbefolkat, med 166 invånare per kvadratkilometer. Närmaste större samhälle är Córdoba, 18,7 km öster om Ejido de Rafael Delgado. I omgivningarna runt Ejido de Rafael Delgado växer i huvudsak städsegrön lövskog.